# El nombre de la Argentina
El nombre de la Argentina es un libro de Ángel Rosenblat editado en 1964 por Eudeba Editorial Universitaria de Buenos Aires. Su desarrollo gira alrededor del origen del nombre de la República Argentina.

## Descripción
Rosenblat plantea que Martín del Barco Centenera, al escribir el poema «La Argentina», no había reflejado un nombre ya existente en la región. Por el contrario, habría sido un término creado por él, imitando a La Araucana. El nombre se habría popularizado tras la revolución, y la Constitución rivadaviana de 1826 empleó por primera vez en forma oficial el nombre de República Argentina, que finalmente se impuso a otros nombres usados en la época. El autor lo describe como «un triunfo de la poesía sobre la prosa».